# Килинчи
Килинчи́ (тат. Киләче) — село в Приволжском районе Астраханской области, административный центр Килинчинского сельсовета.

## Физико-географическая характеристика
Село расположено в центральной части Приволжского района на левом берегу реки Болды напротив посёлка Начало. Расстояние до Астрахани по прямой составляет 17 километров (до центра города), до районного центра села Началово — 7 километров. По автодорогам, однако, расстояния значительно больше (31 километр до Астрахани и 18 до Началово), поскольку ближайший мост через Болду находится в 15 километрах к северу от Килинчей.
Климат резко континентальный, с жарким и засушливым летом и бесснежной ветреной, иногда с большими холодами, зимой. Согласно классификации климатов Кёппена-Гейгера тип климата — семиаридный (индекс BSk).
Часовой пояс
Килинчи, как и вся Астраханская область, находится в часовой зоне МСК+1. Смещение применяемого времени относительно UTC составляет +4:00.

## История
Территория, где расположено современное село, до 1744 года принадлежала еджанским мурзам (князьям Урусовым). История села изучена и описана местной учительницей и поэтессой Зульхабирой Фаридовной Ижбердиевой, внучкой последнего представителя Урусовых, в книге «Келечим минем — Мои Килинчи».
Преобладающими на селе были юртовские род тулга и племя келечи, по которому и названо село. Существует и народная этимология — версия о происхождении названия села от призыва киль-аче! 'переселяйся!' к жителям соседнего Мошаика в конце XVIII века, когда село и было основано (датой официального основания считается 7 ноября 1787 года). Административно входило в состав Астраханского уезда.
В Килинчах по адресу улица Дорожная, дом 33 находится самая большая мечеть Астраханской области. Высота её минарета составляет 27 метров, диаметр купола — 17. Мечеть строилась 23 года, в сборе средств и самом строительстве принимали участие не только мусульмане, но и представители других конфессий.

## Население
| 2002 | 2010  | 2021  |
| ---- | ----- | ----- |
| 2750 | ↗3137 | ↗3679 |

Национальный состав
Около 67 % населения составляют татары. В селе также проживают небольшие группы русских и казахов.
Татары разговаривают на юртовском подговоре астраханского говора казанского диалекта татарского языка.

## Социальная сфера
В селе действует отделение почтовой связи, клиническая амбулатория, школа, несколько продуктовых магазинов и кафе. Ближайшее отделение Сбербанка России находится в районном центре селе Началово.

## Транспорт
Килинчи связаны с Началовым и Астраханью двумя маршрутами пригородных автобусных перевозок. Два раза в день с центрального астраханского автовокзала отправляется автобус в село Тишково Володарского района, проходящий через Килинчи. Этот маршрут также связывает Килинчи с тремя другими населёнными пунктами Килинчинского сельсовета — Кинелле, Кафтанкой и Чилимным.
Семь раз в день в Килинчи ходит маршрутка от автостанции Большие Исады, расположенной в Кировском районе Астрахани у крупнейшего городского рынка. Оба маршрута также проходят через районный центр Началово.
Действует паромная переправа, соединяющая Килинчи с посёлком Начало.

## Религия
Мечети
- Мечеть

## Фотогалерея

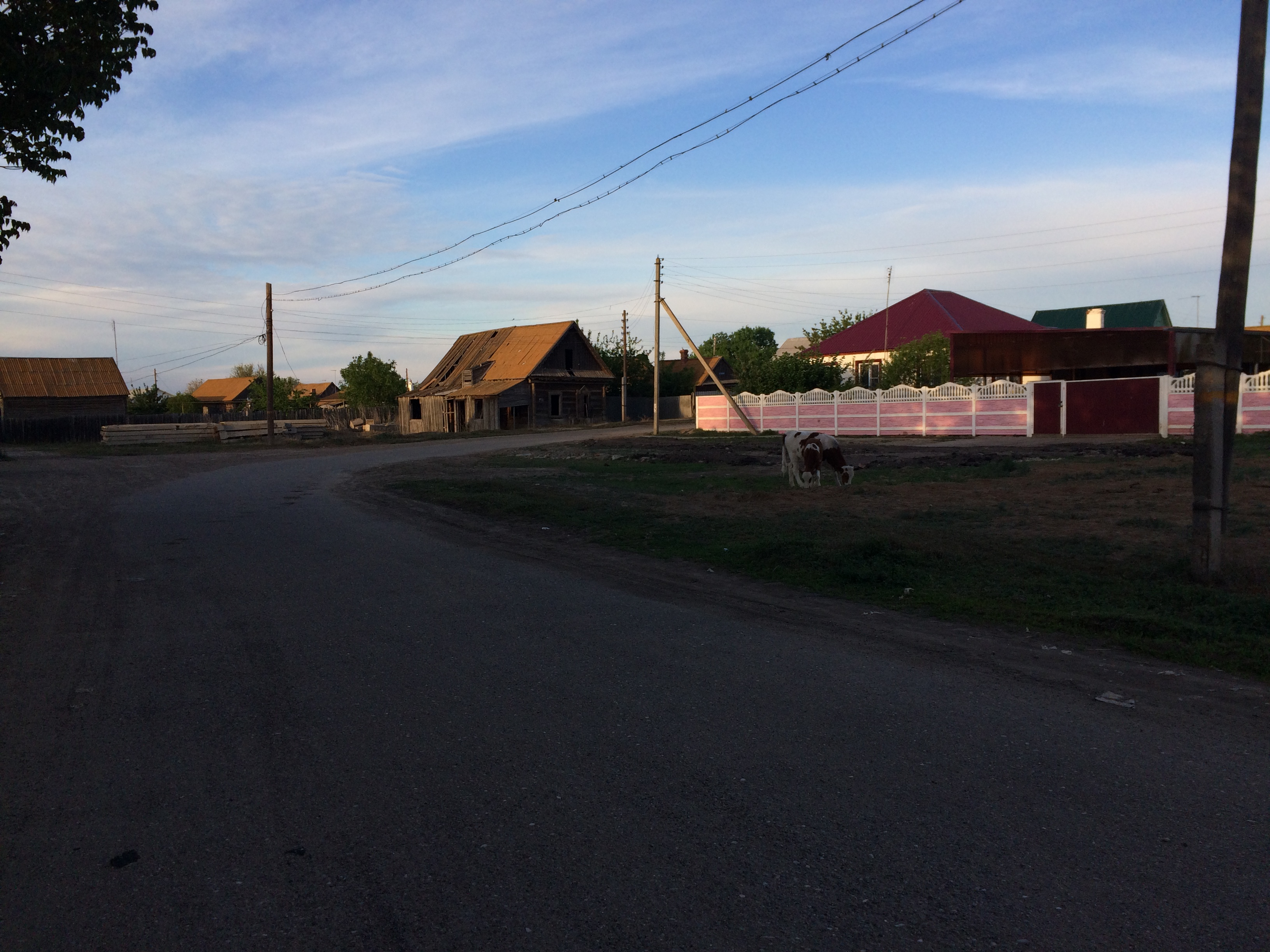
Улица в Килинчах
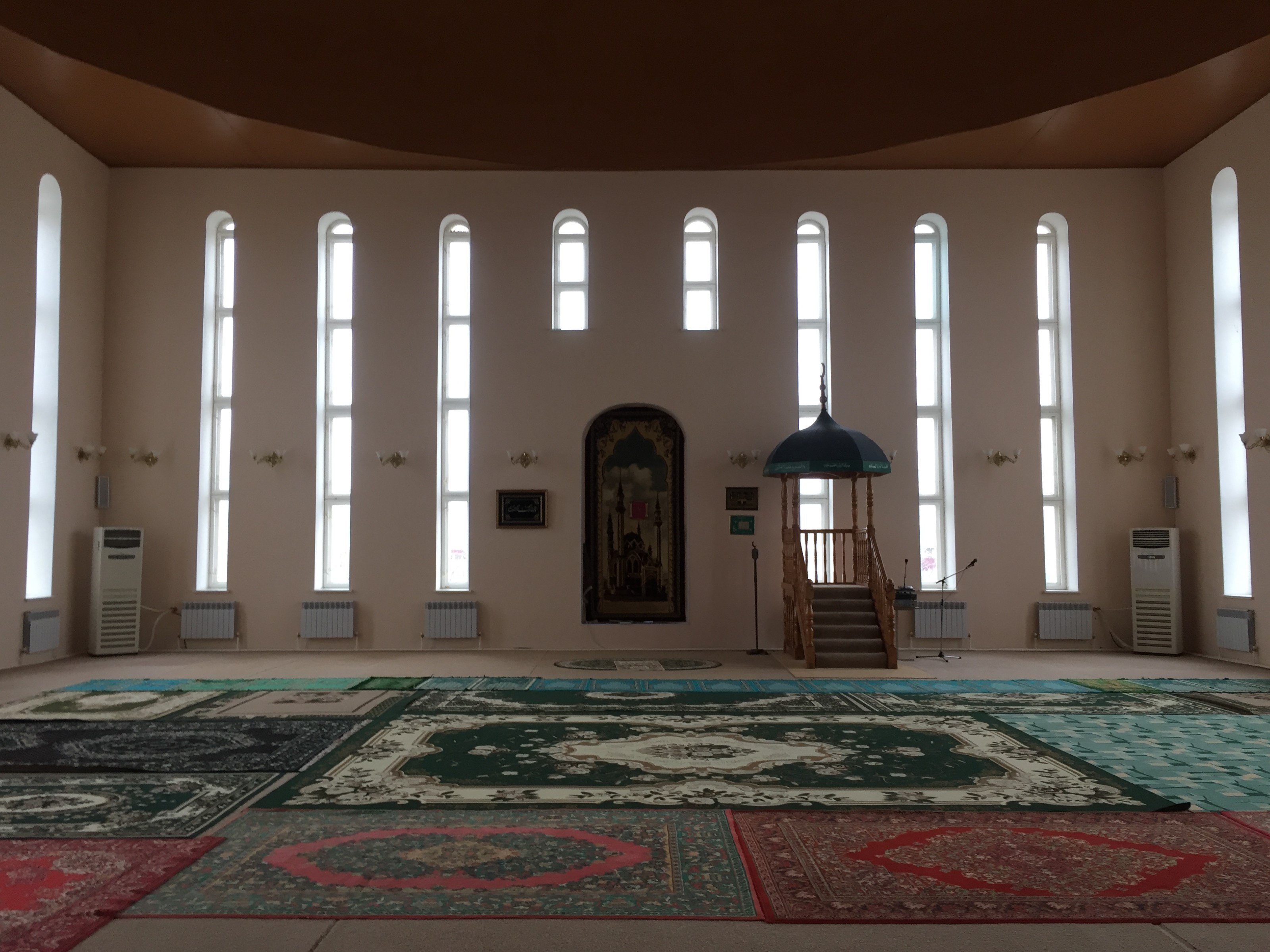
Интерьер сельской мечети
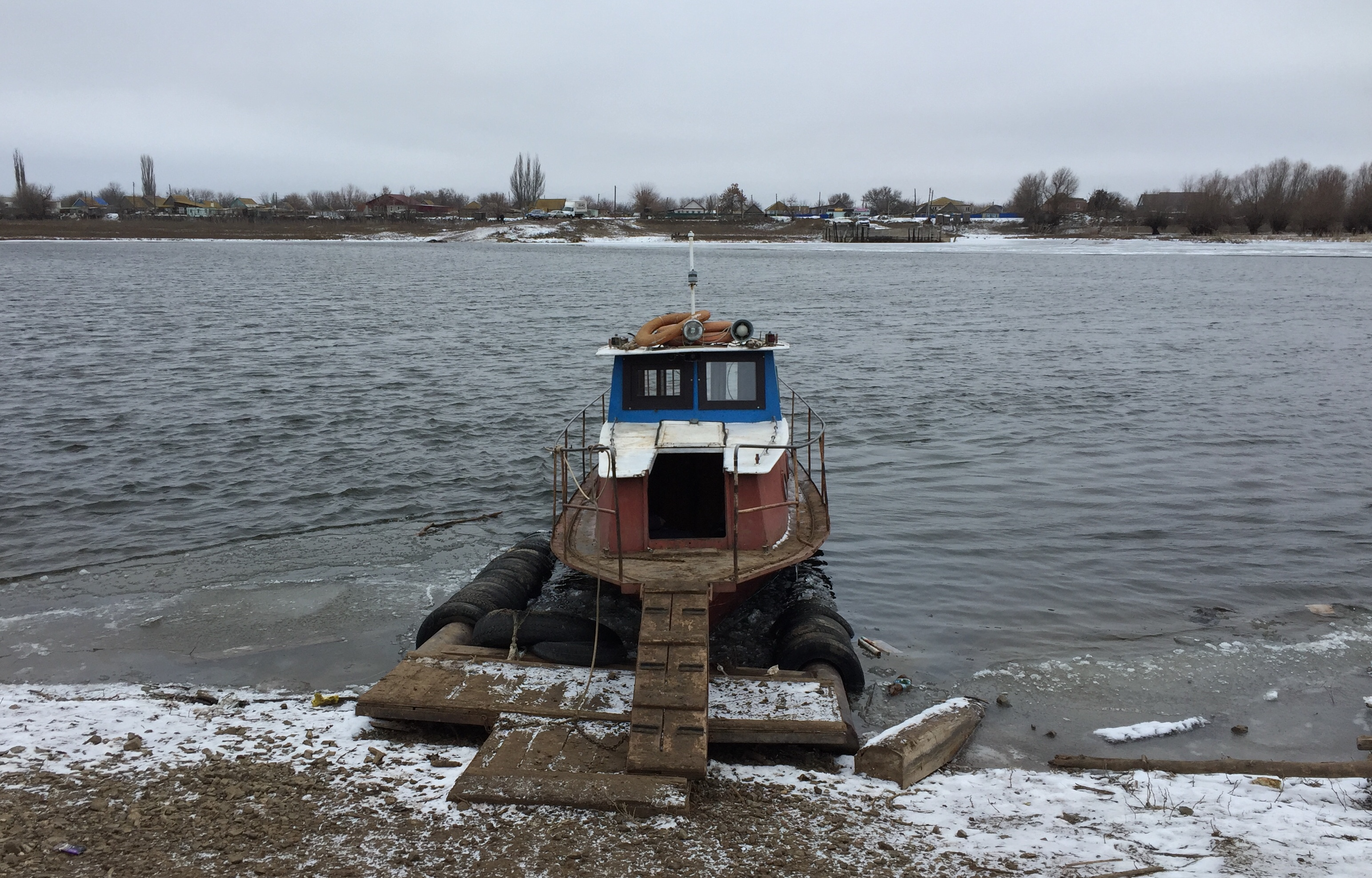
Переправа через Болду между Началом и Килинчами
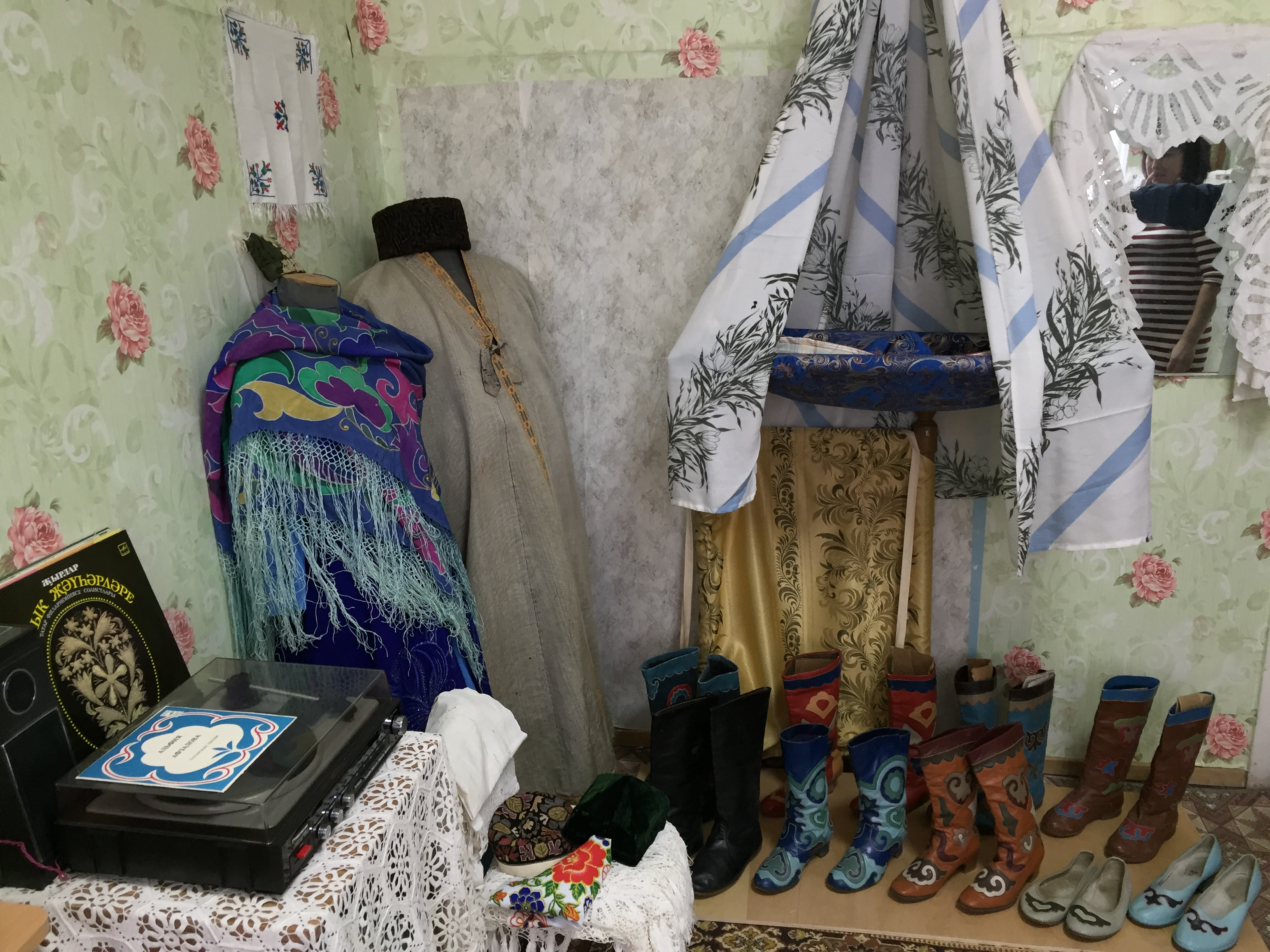
Музей татарской культуры при сельской школе